# Andrij Vorobej
Andrij Oleksijovyč Vorobej (in ucraino Андрій Олексійович Воробей?; Donec'k, 29 novembre 1978) è un ex calciatore ucraino, di ruolo attaccante.

## Caratteristiche tecniche
Era un esterno d'attacco dotato di buona tecnica.

## Carriera

### Club
Cresciuto nelle giovanili dello Šachtar ha debuttato in prima squadra nel 1997, e da allora ha sempre militato nella prima squadra di Donec'k, con cui ha vinto 3 Campionati d'Ucraina e 3 Coppe d'Ucraina. Nella stagione 2000-2001 ha vinto il titolo di capocannoniere del campionato ucraino con 21 gol.
Nel giugno 2007 passa al Dnipro Dnipropetrovs'k, che dopo due stagioni non molto convincenti, lo cede in prestito all'Arsenal Kiev.
A fine stagione ritorna al Dnipro Dnipropetrovs'k, ma viene ceduto definitivamente al Futbol'nyj Klub Metalist.

### Nazionale
Con la maglia della Nazionale ucraina ha debuttato nel 2000 e ha raggiunto il miglior risultato nella storia della selezione del suo paese, i quarti di finale ai Mondiali di Germania 2006.

## Palmarès

### Club

#### Competizioni nazionali
- Campionato ucraino: 3

Šachtar: 2001-2002, 2004-2005, 2005-2006
- Coppa d'Ucraina: 3

Šachtar: 2000-2001, 2001-2002, 2003-2004
- Supercoppa d'Ucraina: 1

Šachtar: 2005

### Individuale
- Capocannoniere della Vyšča Liha: 1

2000-2001
- Capocannoniere della Coppa d'Ucraina: 2

2000-2001 (6 reti), 2002-2003 (5 reti)